# Нелезин, Виктор Степанович
Ви́ктор Степа́нович Неле́зин (7 апреля 1931, Краснодар, РСФСР, СССР) — советский футболист, защитник и полузащитник.

## Карьера
В 1950 году выступал за краснодарское «Динамо». В 1951 году перешёл в «Динамо» ленинградское, в составе которого дебютировал в высшей по уровню лиге СССР, где провёл в том году 4 матча. Был в составе «Динамо» и в сезоне 1953 года.
С 1955 по 1956 год играл за ленинградские «Трудовые резервы», принял участие в сезоне 1955 года в 15 встречах команды в чемпионате и в 1 поединке Кубка СССР. Затем пополнил ряды ленинградского «Зенита», в составе которого дебютировал 2 мая в домашней игре против тбилисского «Динамо». Всего провёл 3 матча в чемпионате 1956 года.
С 1957 по 1958 год был в составе команды ленинградского ГОМЗа.